# Championnats d'Europe de patinage artistique 1975
Navigation
Édition précédente Édition suivante
Les championnats d'Europe de patinage artistique 1975 ont lieu du 28 janvier au 2 février 1975 au Brøndby Hall de Copenhague au Danemark.

## Qualifications
Les patineurs sont éligibles à l'épreuve s'ils représentent une nation européenne membre de l'Union internationale de patinage (International Skating Union en anglais). Les fédérations nationales sélectionnent leurs patineurs en fonction de leurs propres critères.
Sur la base des résultats des championnats d'Europe 1974, l'Union internationale de patinage autorise chaque pays à avoir de une à trois inscriptions par discipline. 

## Podiums
| Épreuves                            | Or                                       | Argent                        | Bronze                                    |
| ----------------------------------- | ---------------------------------------- | ----------------------------- | ----------------------------------------- |
| Messieurs résultats détaillés       | Vladimir Kovalev                         | John Curry                    | Yuri Ovtchinnikov                         |
| Dames résultats détaillés           | Christine Errath                         | Dianne de Leeuw               | Anett Pötzsch                             |
| Couples résultats détaillés         | Irina Rodnina / Aleksandr Zaïtsev        | Romy Kermer / Rolf Österreich | Manuela Groß / Uwe Kagelmann              |
| Danse sur glace résultats détaillés | Lioudmila Pakhomova / Alexander Gorshkov | Hilary Green / Glyn Watts     | Natalia Linitchouk / Guennadi Karponossov |

## Tableau des médailles
| Rang  | Nation             | Or | Argent | Bronze | Total |
| ----- | ------------------ | -- | ------ | ------ | ----- |
| 1     | Union soviétique   | 3  | 0      | 2      | 5     |
| 2     | Allemagne de l'Est | 1  | 1      | 2      | 4     |
| 3     | Royaume-Uni        | 0  | 2      | 0      | 2     |
| 4     | Pays-Bas           | 0  | 1      | 0      | 1     |
| Total | Total              | 4  | 4      | 4      | 12    |

## Détails des compétitions

### Messieurs
| Rang | Nom                    | Nation               | Places | Points | Fig. impo. | Prog. court | Prog. libre |
| ---- | ---------------------- | -------------------- | ------ | ------ | ---------- | ----------- | ----------- |
| 1    | Vladimir Kovalev       | Union soviétique     |        |        |            |             |             |
| 2    | John Curry             | Royaume-Uni          |        |        |            |             |             |
| 3    | Yuri Ovtchinnikov      | Union soviétique     |        |        |            |             |             |
| 4    | Sergueï Volkov         | Union soviétique     |        |        |            |             |             |
| 5    | László Vajda           | Hongrie              |        |        |            |             |             |
| 6    | Zdeněk Pazdírek        | Tchécoslovaquie      |        |        |            |             |             |
| 7    | Bernd Wunderlich       | Allemagne de l'Est   |        |        |            |             |             |
| 8    | Hermann Schulz         | Allemagne de l'Est   |        |        |            |             |             |
| 9    | Didier Gailhaguet      | France               |        |        |            |             |             |
| 10   | Ronald Koppelent       | Autriche             |        |        |            |             |             |
| 11   | Robin Cousins          | Royaume-Uni          |        |        |            |             |             |
| 12   | Pekka Leskinen         | Finlande             |        |        |            |             |             |
| 13   | Erich Reifschneider    | Allemagne de l'Ouest |        |        |            |             |             |
| 14   | Miroslav Šoška         | Tchécoslovaquie      |        |        |            |             |             |
| 15   | Jacek Tascher          | Pologne              |        |        |            |             |             |
| 16   | Jean-Christophe Simond | France               |        |        |            |             |             |
| 17   | Glyn Jones             | Royaume-Uni          |        |        |            |             |             |
| 18   | Thomas Öberg           | Suède                |        |        |            |             |             |
| 19   | Paul Cechmanek         | Luxembourg           |        |        |            |             |             |
| 20   | Flemming Soderquist    | Danemark             |        |        |            |             |             |
| 21   | Rob Ouwerkerk          | Pays-Bas             |        |        |            |             |             |

### Dames
| Rang | Nom                 | Nation               | Places | Points | Fig. impo. | Prog. court | Prog. libre |
| ---- | ------------------- | -------------------- | ------ | ------ | ---------- | ----------- | ----------- |
| 1    | Christine Errath    | Allemagne de l'Est   |        |        |            |             |             |
| 2    | Dianne de Leeuw     | Pays-Bas             |        |        |            |             |             |
| 3    | Anett Pötzsch       | Allemagne de l'Est   |        |        |            |             |             |
| 4    | Liana Drahová       | Tchécoslovaquie      |        |        |            |             |             |
| 5    | Isabel de Navarre   | Allemagne de l'Ouest |        |        |            |             |             |
| 6    | Susanna Driano      | Italie               |        |        |            |             |             |
| 7    | Marion Weber        | Allemagne de l'Est   |        |        |            |             |             |
| 8    | Dagmar Lurz         | Allemagne de l'Ouest |        |        |            |             |             |
| 9    | Evi Kopfli          | Suisse               |        |        |            |             |             |
| 10   | Karin Iten          | Suisse               |        |        |            |             |             |
| 11   | Gerti Schanderl     | Allemagne de l'Ouest |        |        |            |             |             |
| 12   | Sonja Balun         | Autriche             |        |        |            |             |             |
| 13   | Hana Knapová        | Tchécoslovaquie      |        |        |            |             |             |
| 14   | Liudmila Bakonina   | Union soviétique     |        |        |            |             |             |
| 15   | Michelle Haider     | Suisse               |        |        |            |             |             |
| 16   | Grażyna Dudek       | Pologne              |        |        |            |             |             |
| 17   | Marie-Claude Bierre | France               |        |        |            |             |             |
| 18   | Yvonne Kavanagh     | Royaume-Uni          |        |        |            |             |             |
| 19   | Gail Keddie         | Royaume-Uni          |        |        |            |             |             |
| 20   | Sophie Verlaan      | Pays-Bas             |        |        |            |             |             |
| 21   | Lise-Lotte Öberg    | Suède                |        |        |            |             |             |
| 22   | Anne-Marie Verlaan  | Pays-Bas             |        |        |            |             |             |
| 23   | Sonja Stanek        | Autriche             |        |        |            |             |             |
| 24   | Susan Broman        | Finlande             |        |        |            |             |             |
| 25   | Helena Gazvoda      | Yougoslavie          |        |        |            |             |             |
| 26   | Bente Larsen        | Norvège              |        |        |            |             |             |
| 27   | Carinne Henrotte    | Belgique             |        |        |            |             |             |

### Couples
| Rang    | Nom                                     | Nation               | Places | Points | Prog. court | Prog. libre |
| ------- | --------------------------------------- | -------------------- | ------ | ------ | ----------- | ----------- |
| 1       | Irina Rodnina / Aleksandr Zaïtsev       | Union soviétique     |        |        |             |             |
| 2       | Romy Kermer / Rolf Österreich           | Allemagne de l'Est   |        |        |             |             |
| 3       | Manuela Groß / Uwe Kagelmann            | Allemagne de l'Est   |        |        |             |             |
| 4       | Marina Leonidova / Vladimir Bogolyubov  | Union soviétique     |        |        |             |             |
| 5       | Karin Kunzle / Christian Kunzle         | Suisse               |        |        |             |             |
| 6       | Nadezhda Gorshkova / Evgeni Shevalovski | Union soviétique     |        |        |             |             |
| 7       | Kerstin Stolfig / Veit Kempe            | Allemagne de l'Est   |        |        |             |             |
| 8       | Corinna Halke / Eberhard Rausch         | Allemagne de l'Ouest |        |        |             |             |
| 9       | Grażyna Kostrzewińska / Adam Brodecki   | Pologne              |        |        |             |             |
| 10      | Ursula Nemec / Michael Nemec            | Autriche             |        |        |             |             |
| 11      | Teresa Skrzek / Piotr Sczypa            | Pologne              |        |        |             |             |
| 12      | Ingrid Spieglová / Alan Spiegl          | Tchécoslovaquie      |        |        |             |             |
| 13      | Petra Schneider / Bogdan Pulcer         | Allemagne de l'Ouest |        |        |             |             |
| Abandon | Gabriele Arco / Nikolaus Stephan        | Autriche             |        |        |             |             |

### Danse sur glace
| Rang | Nom                                       | Nation               | Places | Points | Danses imposées | Danse libre |
| ---- | ----------------------------------------- | -------------------- | ------ | ------ | --------------- | ----------- |
| 1    | Lioudmila Pakhomova / Aleksandr Gorchkov  | Union soviétique     |        |        |                 |             |
| 2    | Hilary Green / Glyn Watts                 | Royaume-Uni          |        |        |                 |             |
| 3    | Natalia Linitchouk / Guennadi Karponossov | Union soviétique     |        |        |                 |             |
| 4    | Irina Moïsseïeva / Andrei Minenkov        | Union soviétique     |        |        |                 |             |
| 5    | Matilde Ciccia / Lamberto Ceserani        | Italie               |        |        |                 |             |
| 6    | Krisztina Regőczy / András Sallay         | Hongrie              |        |        |                 |             |
| 7    | Janet Thompson / Warren Maxwell           | Royaume-Uni          |        |        |                 |             |
| 8    | Teresa Weyna / Piotr Bojańczyk            | Pologne              |        |        |                 |             |
| 9    | Kay Barsdell / Kenneth Foster             | Royaume-Uni          |        |        |                 |             |
| 10   | Eva Peštová / Jiří Pokorný                | Tchécoslovaquie      |        |        |                 |             |
| 11   | Christina Henke / Udo Dönsdorf            | Allemagne de l'Ouest |        |        |                 |             |
| 12   | Stefania Bertele / Walter Cecconi         | Italie               |        |        |                 |             |
| 13   | Ewa Kołodziej / Tadeusz Góra              | Pologne              |        |        |                 |             |
| 14   | Isabella Rizzi / Luigi Freroni            | Italie               |        |        |                 |             |
| 15   | Gerda Bühler / Maxime Erlanger            | Suisse               |        |        |                 |             |
| 16   | Susi Handschmann / Peter Handschmann      | Autriche             |        |        |                 |             |